# Alexandru Târnovan
Alexandru Târnovan (n. 27 iulie 1995, Bistrița, Bistrița-Năsăud, România) este un fotbalist român care în prezent este liber de contract.